# Center (Ljubljana)

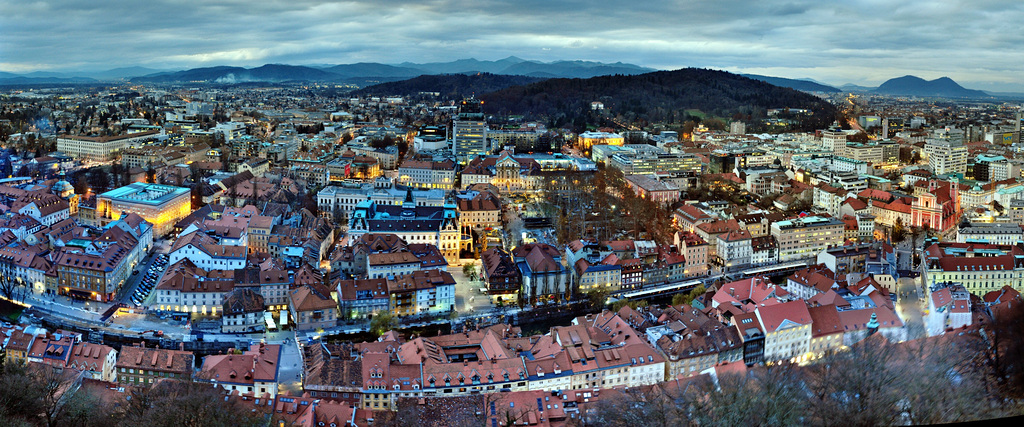
Lubljana-Zentrum

Center ist der Name des Stadtbezirks 2 der slowenischen Hauptstadt Ljubljana.
Der Bezirk umfasst im September 2022 folgende ehemalige Gemeinden / Wohnplätze: Ajdovščina, Gradišče, Stara Ljubljana, Prule, Poljane, Nove Poljane, Tabor, Vodmat, Ledina. Die ehemaligen Ortsteile Stari Vodmat, Kolodvor und Josip Prašnikar werden nicht mehr genannt.
Der Bezirk erstreckt sich vom Tivoli-Park bis Golovec und vom Bahnhof bis Špica zwischen dem Gruberkanal und der Ljubljanica. Er grenzt im Norden an die Stadtbezirke Šiška, Bežigrad und Jarše, im Osten an Moste und Golovec, im Süden Rudnik und Trnovo, sowie im Westen an Rožnik und Vič.
Hier befinden sich das alte Stadtzentrum mit der Burg von Ljubljana, dem Sitz der Universität mit einigen Fakultäten, den meisten kulturellen Einrichtungen, Museen und allen wichtigen staatlichen (Parlament, Regierung, Staatspräsident, Ministerien, Gerichte), Stadt- und Finanzinstitutionen und wichtige Verkehrsknotenpunkte – Bus- und Bahnhof. Trotz der kompakten Bebauung verfügt die Quartiersmitte über viele gepflegte Grünflächen – Spielplätze und Parks.